# Itapuí
Itapuí is een gemeente in de Braziliaanse deelstaat São Paulo. De gemeente telt 12.536 inwoners (schatting 2009).

## Geografie

### Hydrografie
De plaats ligt aan de rivier de Tietê en het stuwmeer Represa de Bariri. De rivier de Jaú maakt samen met de Tietê deel uit van de gemeentegrens.

### Aangrenzende gemeenten
De gemeente grenst aan Bariri, Boracéia, Jaú en Pederneiras.